# 福尔图娜之瞳
《福爾圖娜之瞳》（フォルトゥナの瞳）是日本作家百田尚树所著的日本小说。2015年1月12日由新潮社发行。

## 劇情簡介
- 書名中的「福爾圖娜」是罗马神话中掌管命運的女神，藉此比喻主角擁有的能力──「福爾圖娜之瞳」即為「看透人類死亡的能力」。

男主角小時候遇上一場飛機事故，他看到事故時有些人身體變透明，之後這些人全成為事故的遇難者。最後一個遇難者，是位小女孩，在事故中向他求救，但之後發現小女孩身體也漸漸變透明，正當他準備向前幫忙時，飛機殘骸壓倒下來，差點壓死小女孩。而後來才明白，人變透明的原因，也是因為那場事故，發現自己有了預知人類生死的「命運之眼」。

## 电影
该电影于2019年2月15日在日本全国上映。主演神木隆之介，导演三木孝浩。
演員表
- 木山慎一郎：神木隆之介（台灣配音：宋昱璁）
- 桐生葵：有村架純（台灣配音：傅其慧）
- 金田大輝：志尊淳（台灣配音：胡鎮璽）
- 宇津井和幸：DAIGO（台灣配音：鍾少庭）
- 植松真理子：松井愛莉（台灣配音：林慕青）
- 黑川武雄：北村有起哉（台灣配音：胡鎮璽）
- 遠藤美津子：齊藤由貴（台灣配音：馮嘉德）
- 遠藤哲也：時任三郎（台灣配音：符爽）